# SEE Electrical Expert
SEE Electrical Expert — профессиональное электрическое программное обеспечение, специально предназначенное для проектирования функциональных и электрических принципиальных схем, для разработки и описания электрических кабельных систем, систем автоматики, систем энергоснабжения, компоновки электрических панелей и шкафов, программируемых контроллеров и прочих систем.

## Обзор SEE Electrical Expert
Эксперт среди ECAD-систем, который позволяет повысить качество проектирования с учётом современных требований, предъявляемых к современному профессиональному программному обеспечению и технологиям автоматизации производственных процессов, за счёт использования внедренной системы автоматического контроля над процессом проектирования электрических схем, проведения всевозможных проверок и контроля электромагнитной совместимости используемого оборудования, использование различных автоматических функции по присвоению обозначения и нумерации различных элементов (блоков, разъёмов, контактов соединителей и клеммных блоков, линий связей и т. д.), проверки наполняемости соединителей, контроля сдвоенности клемм и правильности их подключения, соответствие выбранных типов проводов заданным параметрам сигналов в режиме реального времени и проверки на наличия короткого замыкания в цепи.
SEE Electrical Expert — позволяет эффективно решать задачи, связанные с проектированием электрических жгутов кабельной сети, за счет обеспечения совместимости между электрическими схемами. Автоматически позволяет провести трассировку проводов с учётом ЭМС, а также предоставляет автоматические расчеты по длинам проводов в жгутах, определение масс и диаметров ветвей жгутов. А также взаимодействует с системами трехмерного моделирования для уточнения геометрии и задания различных требования при монтаже на изделие, работа с PDM системами и полная подготовка конструкторской документации на электрическую кабельную сеть по ЕСКД.
SEE Electrical Expert разработан французской компанией IGE+XAO, являющейся лидером на рынке профессионального электрического программного обеспечения уже более 35 лет.

## Основные преимущества
- использование возможности организации работы нескольких специалистов в одном проекте одновременно, за счет использования единой электрической базы данных;
- настройка различных параметров и методов проектирования, что позволяет настроить систему под работу специалиста;
- использование отдельного модуля для полного проектирования 2D жгутов, прокладки проводов и получения полного комплекта документации на кабельную сеть в ЕСКД;
- конфигурирование и управление различными версиями документов и листов проекта;
- управление перекрестными ссылками в режиме реального времени (например переход между реле к его контактам на схеме);
- использование встроенных механизмов контроля и проверок на электромагнитную совместимость, заполненность электрического оборудования, проверка на наличие короткого замыкания в сети и т. д.);
- использование встроенного альбома символов, включающий более 1000 элементов в соответствии с различными международными стандартами IEC,IEEE, и т. д.);
- определение собственных символов с наделением различным параметров и электрических характеристик;
- использование отдельной электрической базы данных оборудования с информации о поставщиках, серийных номерах и различных электрических параметрах;
- обновляемый электронный каталог оборудования, доступный в режиме онлайн с более 600 000 деталей (ABB, Legrand, Eaton — Moeller Electric, Phoenix Contact, Rockwell Automation — Allen Bradley, Schneider Electric, Siemens, Socomec, WAGO, Weidmüller и прочие);
- компоновка распределительных щитов и контроль коллизий, а также использование различных иллюстраций;
- интеграция с 3D системой для работы с трёхмерной моделью распределительного щита;
- проектирование ПЛК-контроллеров, с возможностью автоматической генерации карт ввода-вывода;
- множество встроенных шаблонов;
- автоматическое присвоение обозначений различным элементам схемы (клеммы, разъемы, контакты, линии связи и т. п.)
- автоматическое формирование различных спецификаций и стандартных отчётов с использованием собственных шаблонов;
- наглядное представление различных данных с возможностью фильтрации и сортировки;
- автоматическая трассировка сигналов в жгутах;
- автоматическое назначение и управление проводами;
- автоматический расчёт длин проводов, масс и диаметров ветвей;
- импорт/экспорт данных при работе Autocad документами;
- экспорт данных в различные форматы PDF, BMP, JPG, TIFF и т. д.;
- экспорт данных в XML для передачи данных из электрического проекта в различные системы:

```
  - механические 
CAD
 (Catia, Solidworks, Creo, NX, Inventor AutoCAD и т.д.);
  - 
PDM
 (SmarTeam, WindChill, TeamCenter, SolidWorks ePDM, …);
  - 
ERP
 (SAP, …);
  - различные специализированные системы;
```

- 100 % поддержка Unicode;
- использование поддержки многоязычности электрических схем для избежания перерисовки схемы на другом языке;
- использование различных скриптов для расширения базового функционала.

## Базовая конфигурация: Control package
- создание и редактирование электрических схем;
- управление символами (создание и редактирование «умных» символов);
- управление шаблонами проектов, листов и схем, используя интерфейс Explorer;
- управление версиями;
- многопользовательское управление;
- автоматическое определение точек соединений в соответствии с направлением кабеля;
- экспорт в различные форматы (BMP, JPG, TIFF, PCX, SVG, CGM);
- экспорт проекта в PDF формат;
- автоматическое присвоение обозначений различным компонентам, проводам, а также использование пользовательского формата (возможность создания собственного формата);
- соответствие различным стандартам и методам работы (IEC стандарт…);
- повторное присвоение обозначений всему или части проекта (или изменение стандарта используемых обозначений в процессе проектирования);
- управление эквипотенциальными сетями в режиме реального времени;
- инструменты для рисования;
- управление перекрестными ссылками в режиме реального времени (поддержка перекрестных ссылок между листами проекта);
- выбор компонента в соответствии с логическими ограничениями (количество используемых и доступных контактов);
- контроль данных(определение короткого замыкания, проверка ссылок и т. д.)
- использовать различные системные функции Windows для удобства работы: «drag-and-drop», копирование\вставка, возможность отмены действий, контекстные меню (выпадающие списки), панели иконок и прочее;

## Расширенная конфигурация: Harness package
SEE ELECTRICAL EXPERT — Harness Package включает в себя все необходимые инструменты для разработки полной конструкторской документации на электрическую кабельную сеть. Harness package конфигурация позволяет:
- управлять проектами с большим количеством листов (поддержка использования ссылок на элементы в другом листе проекта);
- автоматически проводить разделение проводов на сегменты при подключении нового оборудования;
- назначать оборудование на блоки оборудования, разъемы, провода и кабели;
- автоматически присваивать обозначения компонентам;
- автоматически нумеровать контакты в зависимости от используемого соединителя или клеммного блока;
- автоматически вставлять соединители;
- управление всеми типами контактов (гнездовых, штыревых…);
- осуществлять контроль работы в режиме реального времени (на дублирование контактов, на превышение максимального количества контактов…);
- управлять контактами, заменять контакты, управлять незадействованными контактами;
- управлять структурой соединителя (корпус соединителя, контакты и прочие аксессуары);
- управлять соединительными парами (автоматическая нумерация контактов…).
- управлять сетями сигналов в режиме реального времени;
- задавать число проводов, цвет, калибр и другие различные пользовательские атрибуты;
- управление типами кабелей (экранированный, витая пара, коаксиальный,…);
- трассировать провода в жгуте;
- автоматически генерировать различные перечни по: оборудованию, кабелям и проводам, производителям …

SEE ELECTRICAL EXPERT дает возможность пользователю создавать своё собственное рабочее окружение для соответствия различным нормам и стандартам, используемых во многих отраслях: авиации, автомобилестроении, космонавтике, железнодорожном транспорте, кораблестроении, промышленном производстве и т. д. содержит библиотеку символов более 4000 компонентов, разработанных под международные стандарты, такие как ATA, BNAE, DOD-STD-863B. Использует базу данных электрического оборудования, соединителей, кабелей и проводов, позволяет управлять назначением оборудования для компонентов, указанием производителей и других технических характеристик изделий, импорт/экспорт данных для совместной работы с внешними данными, управление методами работы в соответствии с различными нормами и стандартами, проводить нумерацию проводов и кабелей, назначение сигналов, формирование позиционных обозначений для оборудования и соединителей, позволяет управлять различными настройками форматами листов и основной надписью.

## Дополнительные модули SEE Electrical Expert

### Многопользовательский режим
Concurrent Engineering
- одновременная работа нескольких пользователей над одним проектом;
- управление конфликтами (при одновременном доступе к данным);
- просмотр изменений, внесенных другими пользователями;
- средства коммуникации онлайн (поддержка чата).

### Проектирование
Harness documentation
- проектирование электрических жгутов на логическом и физическом (2D уровне);
- установка оборудования;
- автоматическая прокладка проводов и кабелей в электрических жгутах в соответствии с электрической схемой;
- автоматический расчет длины кабелей и проводов жгута, а также диаметров его различных ветвей.

End-Fitting
- определение материалов для заделки проводов.

3D Panels для SolidWorks
- размещение оборудования в 3D Solidworks;
- реалистичное представление оборудования и компоновок на панелях;
- управление коллизиями.

Panels 
- размещение оборудования и контроль коллизий;
- ассоциативное определение размеров;
- управление стойками и кабельными каналами;
- помощь в выборе корпуса;
- навигация между компоновкой на панели и схемой.

Panels Manufacturing (Включает в себя модуль Panels)
- прокладка проводов в электрических шкафах;
- расчет длин проводов;
- расчет процента заполнения кабельных каналов;
- автоматическое управление перечнем кабелей;
- генерация схем размещения отверстий.

### Управление и обмен данными
Open Data
- экспорт данных из проекта для быстрого редактирования в Excel или в другом приложении;
- контроль соответствия данных при обратном импорте.

Data Extractor
- пользовательский экспорт данных в XML формат.

Interfaces CATIA, SolidWorks, Creo, NX, Inventor
- экспорт оборудования;
- экспорт таблицы соединений.

Translation
- перевод проектов на различные языки;
- управление многоязычными проектами.

DXF / DWG 
- импорт/экспорт файлов в DXF и DWG формат.

Parts List Manager 
- база данных оборудования в формате MS SQL Server или Oracle;
- управление перечнем деталей (номера версий и т. д.);
- перечни оборудования для импорта (предварительные перечни);
- автоматическое назначение кода оборудования.

PDM Connect
- интеграция данных с PDM или ERP системами (Teamcenter- Siemens, Windchill-PTC, SAP…).

SmarTeam Integration
- интеграция проектов и ассоциативных документов в PDM-системе;

- управление проектами в See Electrical Expert и/или в Enovia SmarTeam.

SolidWorks ePDM Interface
- сохранение и синхронизация проектов и атрибутов в SolidWorks Enterprise PDM

Options & Variants
- управление множеством конфигураций в единственной папке;
- обозначение валидности для символов и точек соединений;
- иерархическая структура опций/вариантов; определение валидности, как Булевское выражение;
- фильтрация данных схемы и данных экспорта.